# Usumacinta (folyó)
Az Usumacinta Közép-Amerika leghosszabb és egyben Mexikó legbővízűbb folyója. Az Usumacinta-Grijalva rendszer hossza 1521 km, átlagos vízhozama 115 536 millió m³/év, azaz 3664 m³/s, vízgyűjtő területe 83 553 km². Guatemala területén ered, és a mexikói Tabasco államban torkollik a Mexikói-öbölbe.

## A folyó
Az Usumacinta név jelentése majmok helye. A folyó Guatemalában ered, majd sokáig az ottani Petén megye és a mexikói Chiapas állam határát alkotja. A Boca del Cerro nevű kanyonon áthaladva lép be a mexikói Tabasco államba, ahol már alacsonyan fekvő síkvidékeken kanyarog, majd miután a Pantanos de Centla nevű mocsárvidéken beletorkollik a Grijalva folyó is, Frontera városánál éri el a Mexikói-öblöt. A torkolat közelében három ágra oszlik, de ezeknek nincs külön neve. A folyón épültek fel az ország legjelentősebb vízerőművei.

## A yaxchiláni híd
Feltételezések szerint Yaxchilánnál a maják már a 7. században felépítettek egy 180 méter hosszú hidat az Usumacinta felett. Ha ez igaz, akkor ez a híd lehetett az akkori világ leghosszabb hídja.